# داریو چکینی
داریو چکینی (ایتالیایی: Dario Cecchini؛ زادهٔ ۱۹۵۵) رستوران‌دار و قصاب اهل ایتالیا است.

## زندگی‌نامه
او دانش‌آموختهٔ دام‌پزشکی در دانشگاه پیزا بود، اما در سال ۱۹۷۶ تحصیلات خود را نیمه‌تمام رها کرد تا کسب و کار خانوادگی‌اش را که از سال ۱۷۸۰ پابرجا مانده بود، در اختیار بگیرد چون پدرش در حال مرگ بود. داریو قصاب نسل هشتمی این خانواده محسوب می‌شود.
چکینی در سال ۲۰۰۱ زمانی که اتحادیه اروپا فروش گوشت گاو استخوان‌دار را از گاوهایی که بیش از یک سال سن دارند، به‌کلی ممنوع کرد، شهرت بین‌المللی پیدا کرد چرا که یک مراسم تشییع جنازه ساختگی برای «بیستکا» (استیک به سبک فلورانسی) برگزار کرد.
او در گردهمایی سالانه ماد در کپنهاگ در اوت ۲۰۱۳ در حضور ۵۰۰ سرآشپز از سراسر جهان سخنرانی کرد. او سخنرانی خود را با خواندن قطعه‌ای از شعر حماسی دوزخ دانته آلیگیری پایان داد.
در مارس ۲۰۱۴، چکینی در برنامه غذا در رادیو بی‌بی‌سی ۴ معرفی شد و گفتگویی در آنجا انجام داد. چکینی در این مصاحبه قصابی را هنری باستانی توصیف کرد که مستلزم احترام گذاشتن به حیوان است و کار خود را به شعر تشبیه کرد.
او و همسرش نه تنها قصابی می‌کنند، بلکه سه رستوران در مجاورت به مغازه قصابی را نیز اداره می‌کنند: «پانتسانسه» (عرضه‌کنندهٔ استیک کبابی پانتسانسه). «سولوچیچا» (متمرکز بر روش‌های پخت آب‌پز کردن، جوشاندن، کباب کردن، به‌طور کلی با استفاده از برش‌های کمتر شناخته‌شده گوشت) و «اوفیچینا دلا بیستکا»